# Grindr
Grindr (/ˈɡraɪndər/) là mạng xã hội dựa trên vị trí và ứng dụng hẹn hò trực tuyến dành cho người đồng tính nam, song tính, chuyển giới và người queer nói chung.
Grindr sử dụng công nghệ theo vùng vị trí để quản lý một tổ hợp lưới hồ sơ người dùng, ưu tiên gần nhất về mặt địa lý. Sử dụng các bộ lọc trực quan, người dùng có thể kiểm soát khả năng hiển thị của họ và tương tác lẫn nhau. Người dùng khi nhấn chọn ảnh hồ sơ bất kỳ trong chế độ xem lưới sẽ thấy được hồ sơ và ảnh đầy đủ của người dùng khác, sau đó tùy chọn trò chuyện, gửi "Tap", gửi hình ảnh, gọi video và chia sẻ vị trí chính xác cho nhau.
Phát hành vào tháng 3 năm 2009, đây là một trong những ứng dụng mạng xã hội theo vùng vị trí sớm nhất cho người đồng tính nam, và từ đó đến nay trở thành ứng dụng di động cho người đồng tính lớn nhất và phổ biến nhất trên thế giới. Cả hai phiên bản miễn phí và trả phí của Grindr có mặt trên nền tảng iOS và Android. Bản trả phí của Grindr có 2 mức đăng ký là Grindr XTRA và Grindr Unlimited. Tính đến cuối tháng 9 năm 2023, Grindr có khoảng 13,5 triệu người dùng hàng tháng.

## Lịch sử

### Sở hữu ban đầu (2009 – 2015)
Ngày 25 tháng 3 năm 2009, tại Los Angeles, California, Grindr được doanh nhân công nghệ Joel Simkhai phát hành dưới dạng ứng dụng di động trên hệ điều hành iOS. Phiên bản miễn phí hiển thị 100 hồ sơ của những người đàn ông gần đó, trong khi phiên bản trả phí (2,99 USD cộng với một khoản phí hàng tháng) không có quảng cáo và mở rộng phạm vi hẹn hò lên 200 người. Đã có những đánh giá về ứng dụng mang tính dè chừng nhưng nhìn chung tích cực trên những trang web đồng tính như Queerty và Joe My God. Đến tháng 8 năm 2009, đã có 200.000 người dùng trong mạng lưới của Grindr. Đến tháng 3 năm 2010, con số này đã lên tới 500.000.
Ngày 25 tháng 3 năm 2010, nhân dịp kỷ niệm năm đầu tiên, Grindr đã phát hành ứng dụng này cho các thiết bị BlackBerry.
Tháng 1 năm 2011, Grindr được iDate Award trao giải ứng dụng hẹn hò trên thiết bị di động tốt nhất.

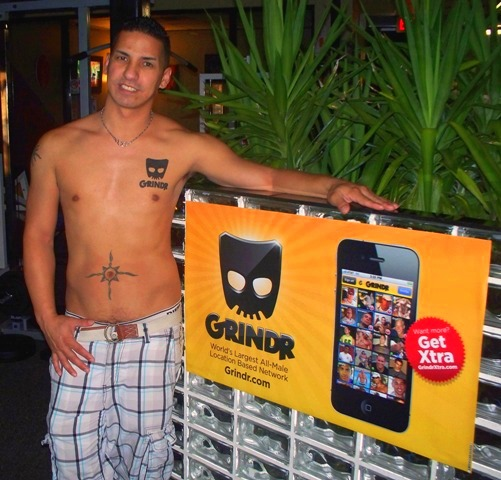
Grindr XTRA là một trong hai gói trả phí cao cấp của ứng dụng Grindr

Ngày 7 tháng 3 năm 2011, Grindr phát hành trên nền tảng cho thiết bị Android. Bên cạnh phiên bản miễn phí, người dùng có thể trả 4,97 USD cho phiên bản cao cấp có tên Grindr XTRA—không có biểu ngữ quảng cáo, nhiều hồ sơ người dùng hơn để lựa chọn, nhiều "ưa thích" hơn và thông báo đẩy về các tin nhắn nhận được trong khi ứng dụng đang chạy dưới nền.
Tháng 5 năm 2011, Vanity Fair đã gọi Grindr là "Quán bar đồng tính nam lớn nhất, đáng sợ nhất thế giới".
Tháng 1 năm 2012, một lỗ hổng trong phần mềm bảo mật của ứng dụng đã cho phép tin tặc thay đổi ảnh hồ sơ của một số ít người dùng Grindr ở Úc thành hình ảnh phản cảm. Công ty đã phản ứng bằng hành động pháp lý và cập nhật phần mềm để chặn trang web chịu trách nhiệm cho vấn đề này.
Cũng trong tháng 1 năm 2012, Grindr đã giành được Giải Crunchies Award của TechCrunch cho ứng dụng vị trí tốt nhất và hai giải iDate Award cho ứng dụng hẹn hò trên thiết bị di động tốt nhất và công nghệ mới tốt nhất. Tháng 4 năm 2012, Grindr đã được About.com trao giải thưởng do độc giả bình chọn của cho ứng dụng hẹn hò tốt nhất, với kết quả 74% độc giả chọn Grindr thay cho Zoosk, SKOUT, Tagged, Tingle và Are You Interested. Tháng 5 năm 2012, giải Webby Award 2012 đã gọi tên Grindr là Official Honoree trong hạng mục "Mạng xã hội (Thiết bị cầm tay)". Chưa đến 15% đối tượng tranh giải được gửi tới ủy ban Giải thưởng Webby năm đó đã nhận được danh hiệu Official Honoree, công nhận những sản phẩm tốt nhất về nội dung, dịch vụ và thương mại trên Internet.
Ngày 18 tháng 6 năm 2012, Grindr thông báo rằng họ đã chính thức đạt 4 triệu người dùng đăng ký tại 192 quốc gia toàn cầu.
Ngày 22 tháng 7 năm 2012, sau khi Grindr gặp sự cố ngừng hoạt động kỹ thuật, tờ báo lá cải The People (nay là The Sunday People) của Anh đã đưa tin rằng sự cố của Grindr là do lượng lớn sử dụng đến từ các vận động viên Olympic tới London tìm hookup khi tham dự Thế vận hội Mùa hè 2012. Bài báo đã làm dấy lên một loạt tin đồn tai tiếng về đời sống tình dục của các vận động viên. Grindr đã dập tắt tin đồn vào ngày hôm sau và đổ lỗi cho việc ngừng hoạt động là do các vấn đề kỹ thuật, không liên quan đến máy chủ quá tải.
Tháng 8 năm 2013, Grindr đã phát hành phiên bản cập nhật của ứng dụng yêu cầu người dùng xác minh tài khoản của họ bằng cách cung cấp địa chỉ email hợp lệ. Grindr cho biết điều này được thực hiện để giảm tin nhắn rác và cải thiện tính di động (portability). Các nhà phê bình cho rằng điều này đã tước đi quyền ẩn danh cho người dùng.
Ngày 30 tháng 9 năm 2013, Grindr giới thiệu tính năng Tribes (Tộc người), cho phép người dùng xác định bản thân thuộc nhóm mẫu người cụ thể và lọc các tìm kiếm để tìm thấy mẫu người họ thích dễ dàng hơn. Grindr Tribes bao gồm: Bear, Clean-Cut, Daddy, Discreet, Geek, Jock, Leather, Otter, Poz, Rugged, Trans và Twink. Ngoài Tribes, người dùng Grindr còn có thể lọc tìm kiếm theo tính năng Đang tìm kiếm (Looking for).
Tính đến dịp kỷ niệm 5 năm thành lập Grindr vào ngày 25 tháng 3 năm 2014, ứng dụng này đã có trung bình hơn 5 triệu người dùng hàng tháng trên toàn thế giới.

### Sau đợt mua lại (2016 – 2019)
Tháng 1 năm 2016, Grindr thông báo rằng họ đã bán 60% cổ phần của công ty với giá 93 triệu USD cho một công ty phát triển trò chơi điện tử Trung Quốc, Kunlun Tech Co Ltd (trước đây là Beijing Kunlun Tech Co Ltd). Tháng 1 năm 2018, Kunlun mua phần còn lại của công ty với giá 152 triệu USD.
Tháng 3 năm 2018, Grindr giới thiệu tính năng mới, nếu cho phép, sẽ gửi tới người dùng lời nhắc ba đến sáu tháng một lần để đi xét nghiệm HIV.
Tháng 8 năm 2018, ban điều hành Kunlun cho phép Grindr lên sàn chứng khoán. Tháng 3 năm 2019, Kunlun bắt đầu tìm kiếm người mua Grindr sau khi Ủy ban Đầu tư nước ngoài tại Hoa Kỳ (CFIUS) thông báo cho Kunlun bày tỏ quan ngại việc ứng dụng này thuộc sở hữu của một công ty Trung Quốc tiềm ẩn rủi ro an ninh quốc gia. Điều này cũng khiến Kunlun phải tạm dừng kế hoạch IPO cho Grindr.
Tháng 7 năm 2019, Grindr cho ra mắt Grindr Unlimited, một phiên bản trả phí cao cấp mới của ứng dụng, cho phép người đăng ký thu hồi tin nhắn, truy cập ẩn danh, xem hồ sơ không giới hạn, xem ai đã xem họ, xem trạng thái tình trạng gõ và tích hợp tất cả các tính năng cao cấp của Grindr XTRA. Tháng 11 năm 2019, Grindr triển khai Grindr Web, một phiên bản ứng dụng miễn phí dành cho những người dùng thích trò chuyện từ máy tính hoặc máy tính xách tay của họ. Được thiết kế để trò chuyện "nhanh chóng và kín đáo" khi ở văn phòng, nền tảng này sử dụng giao diện email chung và bắt chước các thư mục tệp máy tính thay cho hồ sơ người dùng. Tuy nhiên, sau đó dịch vụ này đã bị cho ngừng hoạt động trong âm thầm và nhanh chóng vì lý do thiếu sự "lôi kéo tập thể".

### Thoái vốn và niêm yết công khai (2020 – nay)
Tháng 3 năm 2020, Kunlun thông báo rằng họ sẽ bán 98,59% cổ phần của mình trong Grindr cho San Vicente Acquisition LLC có trụ sở tại Hoa Kỳ với giá 608,5 triệu USD. Ban quản lý cấp cao và nhân viên cốt lõi của Grindr sẽ tiếp tục nắm giữ 1,41% cổ phần của công ty sau giao dịch. Vào cuối năm đó, Grindr được báo cáo có khoảng 13 triệu người dùng hàng tháng.
Tháng 5 năm 2022, Grindr thông báo sẽ lên sàn thông qua SPAC. Điều này đã thành hiện thực vào tháng 11 năm 2022, khi Grindr lên sàn trên Sở giao dịch chứng khoán New York.
Tháng 5 năm 2023, Grindr cho ra mắt trờ lại Grindr Web chỉ giới hạn cho những người đăng ký XTRA và Unlimited.

Logo màu vàng đặc trưng của Grindr

Tháng 8 năm 2023, Grindr yêu cầu tất cả những nhân viên làm việc từ xa—bao gồm cả những nhân viên từ đầu được tuyển dụng chuyên biệt với chỉ định "nhân viên từ xa"—phải chuyển đến các thành phố trung tâm ở New York, Chicago, Los Angeles, San Francisco và Washington, D.C., và chỉ cho hai tuần thông báo trước để thực hiện. Đến tháng 9 năm 2023, 46% trong số 178 nhân viên của Grindr đã nghỉ việc hoặc bị chấm dứt hợp đồng do không tuân thủ chính sách quay trở lại làm việc tại văn phòng của công ty, một đòn giáng mạnh vào việc giữ chân nhân viên. Công đoàn Nhân viên Truyền thông Hoa Kỳ (CWA) phản đối rằng sự ép buộc này là để đáp trả cho việc nhân viên cố gắng gây dựng một tổ chức công đoàn, và để đáp lại, họ đã đệ đơn hai vụ kiện cáo buộc các hành vi lao động không công bằng lên Uỷ ban Quan hệ Lao động Quốc gia Hoa Kỳ.

## Nội dung gốc
Tháng 3 năm 2021, có thông báo rằng Grindr sẽ bước vào "không gian nội dung có kịch bản gốc" với web series đầu tay có tựa đề Bridesman. Loạt phim do John Onieal tạo ra và Julian Buchanan đạo diễn, được sản xuất cùng tháng và ra mắt toàn cầu tại Liên hoan phim Outfest vào ngày 14 tháng 8 năm 2021.
Loạt phim gồm sáu tập và có sự tham gia của Jimmy Fowlie, Sydnee Washington và Shanon DeVido. Tác phẩm do John Onieal và Frank Spiro đồng biên kịch, Jeremy Truong và Katie White sản xuất dưới sự chỉ đạo của công ty rubbertape.

## Grindr for Equality
Vào tháng 2 năm 2012, Grindr thành lập Grindr for Equality – G4E (Grindr vì Bình đẳng), một sáng kiến công bằng xã hội đi đầu được xây dựng để ủng hộ và nâng cao sự an toàn, sức khỏe và nhân quyền của người LGBTQ+ trên toàn thế giới. Trước cuộc bầu cử Hoa Kỳ năm 2012, chiến dịch khuyến khích người dùng đăng ký bỏ phiếu và cung cấp thông tin về các ứng cử viên ủng hộ LGBT trong khu vực của họ.
G4E kể từ đó đã phát triển thành một chương trình nhân quyền và sức khỏe LGBTQ có tính quốc tế. Tháng 11 năm 2019, dự án đã cấp tổng cộng 100.000 USD cho các tổ chức và nhà hoạt động cung cấp dịch vụ trực tiếp và vận động chính sách cho cộng đồng LGBTQ ở Trung Đông và Bắc Phi.

## Into
Tháng 8 năm 2017, Grindr đã ra mắt tạp chí điện tử in-house riêng mang tên Into, tập trung vào văn hóa và phương tiện truyền thông queer. Tạp chí đã gây được chú ý khi đăng một bài viết vào tháng 11 năm 2018, chỉ trích chủ tịch Grindr Scott Chen vì những bình luận mà ông đưa ra về bình đẳng hôn nhân được coi là kỳ thị đồng tính. Tháng 1 năm 2019, Grindr đã sa thải đội ngũ biên tập của Into với lý do mong muốn "chuyển sự tập trung của chúng tôi sang nội dung video".

## Kiểm duyệt

Không có biện pháp an toàn của Grindr hay hạn chế nào của chính phủ
Được áp dụng riêng biện pháp an toàn của Grindr
Chính phủ hạn chế (có thể truy cập bằng VPN)
không khả dụng do lệnh cấm của chính phủ hoặc lệnh trừng phạt của chính phủ Hoa Kỳ
Không có dữ liệu

Grindr không được sử dụng ở các vùng lãnh thổ sau do lệnh cấm của chính phủ hoặc lệnh trừng phạt của chính phủ Hoa Kỳ: Iran, Crimea, Syria, Pakistan, Cuba, Triều Tiên và Sudan. Bên cạnh đó, ứng dụng cũng có những hạn chế toàn phần hoặc một phần ở các quốc gia: Trung Quốc, Indonesia, Thổ Nhĩ Kỳ, Liban, Qatar và Các Tiểu vương quốc Ả Rập Thống nhất.
Tháng 12 năm 2019, Grindr đã thực hiện các biện pháp để bảo vệ người dùng ở những quốc gia không an toàn cho người LGBT, tiết lộ các tính năng bảo mật mới cho họ và tự động vô hiệu hóa tính năng hiện khoảng cách người dùng.

## Sự chỉ trích

### Lời nói và hành động mang tính xúc phạm
Grindr đã phải đối mặt với những lời chỉ trích về các vấn đề trong quá khứ xung quanh việc người dùng giao tiếp và kiểm duyệt nội dung, cụ thể là vấn đề hiển thị ngôn ngữ xúc phạm, phân biệt chủng tộc và kỳ thị đồng tính của một số người dùng. Tháng 6 năm 2014, khi được hỏi về phát ngôn thù ghét trên Grindr, người tạo ra ứng dụng Joel Simkhai đã nói trong một cuộc phỏng vấn với tờ báo Haaretz của Israel rằng ông "không thích vậy" nhưng ông "không phải là giáo viên lớp sáu" và "công việc của ông không phải là làm cảnh sát cho những việc như vậy."
Trước đây, ứng dụng này bị chỉ trích vì cho phép người dùng lọc tìm kiếm theo sắc tộc, điều mà một số người cho là mang tính phân biệt đối xử. Chức năng này đã bị xóa vào tháng 6 năm 2020, sau những lời phàn nàn trên mạng xã hội.

### Định vị người dùng bằng tam giác đạc
Tháng 8 năm 2014, có thông tin cho rằng các phép đo khoảng cách tương đối của Grindr có thể tạo điều kiện thuận lợi cho kỹ thuật định vị phép đạc tam giác, từ đó có thể chỉ ra vị trí gần như chính xác của từng người dùng. Một bằng chứng về khái niệm đã được công bố, và hơn 2 triệu lượt phát hiện đã được thực hiện trong vòng vài ngày. Chính quyền Ai Cập bị cáo buộc đã sử dụng ứng dụng này để theo dõi và bắt giữ những người đồng tính nam. Grindr phản ứng bằng cách tạm thời vô hiệu hóa tính năng hiển thị khoảng cách trên toàn cầu. Ngoài ra, đã có trường hợp phần tử khủng bố ISIS bắt được những người đồng tính nam ở Syria bằng cách dụ dỗ họ hẹn gặp mặt qua các ứng dụng hẹn hò và sau đó xử tử họ bằng hình thức ném đá, đẩy khỏi nóc nhà.
Tháng 5 năm 2016, một nhóm các nhà khoa học máy tính từ Đại học Kyoto đã chứng minh cách chỉ điểm vị trí vẫn có thể thực hiện được bằng ứng dụng ngay cả khi người dùng đang che giấu khoảng cách. Bằng cách khai thác một mô hình tấn công mới gọi là ba cạnh thông đồng (colluding triateration), việc xác định vị trí của bất kỳ người dùng mục tiêu nào trở thành một nhiệm vụ rất dễ dàng và không tốn kém mà không cần sử dụng bất kỳ kỹ thuật hack đặc biệt nào. Mô hình tấn công hoạt động với bất kỳ ứng dụng dịch vụ dựa trên vị trí nào có hiển thị hồ sơ của người dùng ở gần theo thứ tự gần nhau, không chỉ mỗi Grindr.
Về cơ bản, nếu Grindr hoặc một ứng dụng tương tự cho ta biết khoảng cách của một người nào đó, ngay cả khi nó không cho bạn biết họ ở hướng nào, ta vẫn có thể xác định vị trí chính xác của họ bằng cách kết hợp phép đo khoảng cách từ ba điểm xung quanh họ. Yếu tố chính dẫn đến sự thành công của mô hình tấn công này dựa trên cách Grindr sắp xếp người dùng trên màn hình. Người dùng được hiển thị từ trái qua phải và từ trên xuống dưới theo thứ tự tăng dần khoảng cách của họ. Bằng cách khai thác tính năng này, hai tài khoản đứng cạnh xuất hiện ngay trước và ngay sau nạn nhân trên màn hình ứng dụng (gọi là "hàng xóm") đã vô tình trở thành giới hạn trên và giới hạn dưới của khoảng cách từ nạn nhân đến kẻ tấn công. Kết quả là, có thể dễ dàng xác định được khu vực mà nạn nhân đang ở bằng cách sử dụng kỹ thuật đạc tam giác, với hai vòng tròn vẽ từ chỗ kẻ thù đang đứng đến hai tài khoản "hàng xóm" như trong hình. 

Mô hình tấn công này sẽ hiệu quả nếu tuân theo điều kiện:  {\displaystyle AH1<AN<AH2} với AN là khoảng cách từ kẻ tấn công tới nạn nhân, AH1 và AH2 là khoảng cách của kẻ thù tới cặp "hàng xóm" của nạn nhân. Trên thực tế, kẻ thù có thể tạo ra hai tài khoản giả và di chuyển hai tài khoản này liên tục, bằng thủ công hoặc chạy phần mềm kiểm soát GPS, cho đến khi chỉ ra chính xác vị trí nạn nhân. Kế hoạch lý tưởng chính là từ từ thu hẹp giá trị hiệu của {\displaystyle \left\vert AH1-AH2\right\vert } cho đến khi N (nạn nhân) bị kẹp giữa H1 và H2 (2 hàng xóm). Hiệu càng nhỏ thì vị trí nạn nhân càng chính xác, tới lúc đó việc còn lại chỉ là tìm kiếm nạn nhân trên thực địa.  Vì thế cho dù người dùng có ẩn vị trí của họ trên ứng dụng thì vẫn sẽ có những gã "hàng xóm" giả chỉ điểm, lý giải cho cách đặt tên mô hình là ba cạnh thông đồng, tức 2 "hàng xóm" cấu kết với kẻ tấn công.
Vào tháng 5 năm 2022, có thông tin cho rằng dữ liệu vị trí người dùng của Grindr đã được thu thập và bán thông qua mạng quảng cáo kỹ thuật số kể từ năm 2017, trước khi Grindr hạn chế chia sẻ dữ liệu với các đối tác quảng cáo của mình vào năm 2020. Dữ liệu lịch sử từ giai đoạn này vẫn có thể thu thập được.

### Quyền riêng tư dữ liệu người dùng
Tháng 4 năm 2018, một tổ chức nghiên cứu phi lợi nhuận của Na Uy đã báo cáo rằng các gói dữ liệu của Grindr được bán cho các công ty bên thứ ba có thể chứa thông tin cá nhân nhạy cảm của người dùng như tình trạng HIV và ngày xét nghiệm HIV. Phát hiện này đã tạo ra sự giám sát rộng rãi đối với các hoạt động bảo mật của Grindr. Đáp lại, Grindr đưa ra một tuyên bố nêu rõ "Grindr chưa bao giờ bán và sẽ không bao giờ bán thông tin định danh cá nhân của người dùng, đặc biệt là thông tin liên quan đến tình trạng HIV hoặc ngày xét nghiệm cuối, cho các bên thứ ba hoặc nhà quảng cáo. Theo thông lệ tiêu chuẩn ngành, Grindr hoạt động hiệu quả với các nhà cung cấp phần mềm được đánh giá cao để kiểm tra và tối ưu hóa nền tảng của chúng tôi. Các nhà cung cấp này tuân theo các điều khoản hợp đồng nghiêm ngặt nhằm cung cấp mức độ bảo mật, bảo mật dữ liệu và quyền riêng tư của người dùng ở mức cao nhất."
Ngày 14 tháng 1 năm 2020, Hội đồng người tiêu dùng Na Uy đã công bố một báo cáo cáo buộc rằng Grindr đã vi phạm các quy tắc Quy định chung về quyền riêng tư dữ liệu (GDPR) của Liên minh Châu Âu. Hội đồng khẳng định Grindr đã gửi dữ liệu người dùng cho ít nhất 135 nhà quảng cáo. Mối quan tâm chính của các cáo buộc là chia sẻ thông tin cá nhân, bao gồm cả vị trí của người dùng và thông tin về thiết bị của họ. Những chi tiết này có thể chỉ ra xu hướng tình dục của người dùng mà không có sự đồng thuận của họ. Sau khi Cơ quan bảo vệ dữ liệu Na Uy xem xét, và ra phán quyết rằng Grindr đã vi phạm GDPR và bị phạt 10 triệu euro.
Tháng 10 năm 2020, một nhà nghiên cứu bảo mật đã phát hiện ra lỗ hổng trong quá trình đặt lại mật khẩu. Bất kỳ ai cũng có thể chiếm đoạt tài khoản chỉ bằng địa chỉ email.

### Rủi ro đối với đối tượng nhỏ tuổi
Nghiên cứu ước tính rằng một nửa thanh thiếu niên có lối sống tình dục sôi nổi là người đồng tính nam và song tính đều sử dụng các ứng dụng như Grindr. Grindr không xác minh độ tuổi của người dùng và cũng không bắt buộc phải làm vậy do Điều 230 của Đạo luật về Chuẩn mực Tuyền thông Hoa Kỳ.

### Khiếu nại pháp lý của công đoàn lao động
Công đoàn Nhân viên Truyền thông Hoa Kỳ (CWA) đã đệ trình hai vụ kiện cáo buộc các hành vi lao động không công bằng lên Ủy ban Quan hệ Lao động Quốc gia Hoa Kỳ.